# Pascal Hens
Pascal „Pommes“ Hens (* 26. März 1980 in Daun) ist ein ehemaliger deutscher Handballspieler. Er wurde unter anderem mit der deutschen Handballnationalmannschaft Weltmeister und Europameister sowie mit dem HSV Hamburg Deutscher Meister.

## Karriere
Pascal Hens wuchs im hessischen Wiesbaden im Ortsbezirk Mainz-Kastel auf. Er besuchte die Wilhelm-Leuschner-Schule und begann im Alter von sechs Jahren mit dem Handballspielen beim Wiesbadener Verein TG Kastel. Seinen Feinschliff bekam er in den zwei Jahren beim SV Kostheim 1912, in denen er zur Kreis- und Bezirksauswahl Wiesbaden eingeladen wurde.
Für die SG Wallau/Massenheim absolvierte er sein erstes Handball-Bundesligaspiel am 21. Spieltag in der Saison 1999/2000 gegen den späteren Absteiger TuS Schutterwald. Er warf in diesem Spiel fünf Tore und Wallau/Massenheim gewann mit 29:18. Da er jedoch noch nicht spielberechtigt war – dem Verein war ein Fehler mit seinem Spielerpass unterlaufen – wurde das Spiel als Sieg für Schutterwald gewertet.
Im Jahr 2000 bekam Hens seinen ersten Bundesligavertrag und spielte bis 2002 bei Wallau/Massenheim unter Trainer Martin Schwalb. In seiner ersten kompletten Bundesliga-Saison (2000/2001) schaffte er den Durchbruch. Pascal Hens bekam große Spielanteile und wurde im März 2001 in die Nationalmannschaft berufen. 2007 wurde er Weltmeister bei der 20. Handball-Weltmeisterschaft. Bei diesem Sieg im eigenen Land erzielte er auch die meisten Tore für das DHB-Team. Für den Weltmeistertitel wurde er mit dem Silbernen Lorbeerblatt ausgezeichnet. Nach der Europameisterschaft 2012 trat er nach insgesamt 199 Länderspielen aus der Nationalmannschaft zurück.
Bob Hanning, Trainer des HSV Hamburg, konnte ihn im Frühjahr 2003 zu einem Wechsel an die Elbe überzeugen, obwohl Hens Angebote von THW Kiel, TBV Lemgo und dem SC Magdeburg vorlagen. Für Hamburg spielte er auf der Position Rückraum links. Im Februar 2008 wurde Hens zu „Hamburgs Sportler des Jahres“ gekürt, im Oktober 2015 wurde er für sein 500. Pflichtspiel für den HSV Hamburg geehrt.
Nach der Insolvenz und dem Rückzug aus dem Spielbetrieb des HSV Hamburg wechselte Hens im Februar 2016 zum dänischen Erstligisten HC Midtjylland. Im Sommer 2016 wechselte er zur HBW Balingen-Weilstetten, bei der er nach der Saison 2016/17 seine Karriere beendete.
Sein Markenzeichen war ein Irokesenschnitt.

## Weitere Aktivitäten und Privatleben
Er unterstützt als Botschafter die Initiative Respekt! Kein Platz für Rassismus. Außerdem arbeitet er bei der Kampagne Vergiss Aids nicht mit, für die er unter anderem in Fernsehspots zu sehen ist.
Hens tritt in verschiedenen Fernsehformaten auf. Im Jahr 2018 nahm an der dritten Staffel der Wettkampfshow Ewige Helden teil, bei der er gemeinsam mit der ehemaligen deutschen Fußballspielerin Célia Šašić den vierten Platz unter acht Teilnehmern belegte. 2019 nahm er an der 12. Staffel von Let’s Dance teil. Er wurde mit seiner Tanzpartnerin Jekaterina Leonowa Sieger der Staffel. Im Jahr 2020 gewann er zusammen mit Michael van Gerwen die Promi-Darts-WM sowie gegen Ingolf Lück in Llambis Tanzduell. Des Weiteren trat er Ende 2020 in der Sat.1-Show Buchstaben Battle an. 2021 setzte er sich in der Spielshow Schlag den Star gegen Kevin Großkreutz durch. Im Mai 2021 nahm er an der RTL-Show Murmel Mania teil.
Seit dem Final Four der EHF Champions League 2019/20 kommentiert Hens gemeinsam mit Uwe Semrau Handballspiele auf Eurosport 1. So waren die beiden bei den Weltmeisterschaften der Männer 2023 und 2025 sowie den Handballturnieren bei den Olympischen Spielen 2021 und 2024 im Einsatz. Seit dem Saisonbeginn 2023/24 kommentiert Hens Spiele der Handball-Bundesliga der Männer und Frauen sowie weiterer Handball-Turniere auf Dyn.
Hens ist verheiratet und hat zwei Kinder.

### Fernsehauftritte (Auswahl)
- 2018: Ewige Helden
- 2019: Let’s Dance
- 2020: Die Promi-Darts-WM
- 2020: Llambis Tanzduell
- 2020: Buchstaben Battle
- 2021: Schlag den Star
- 2021: Murmel Mania
- seit 2022: Wok-WM
- 2023: Die Verräter – Vertraue Niemandem![15]
- 2023: Promi Touchdown – Die Football-Show[16]
- 2024: Schlag den Besten
- 2024: Splash! Das Promi-Pool-Quiz
- 2024: The Masked Singer als Nashorn

## Erfolge
HSV Hamburg:
- Deutscher Meister 2011
- DHB-Pokalsieger 2006 und 2010
- Champions-League-Sieger 2013
- Europapokal der Pokalsieger 2007
- DHB-Supercup 2004, 2006 und 2010
- DHB-Vizepokalsieger 2004

HC Midtjylland:

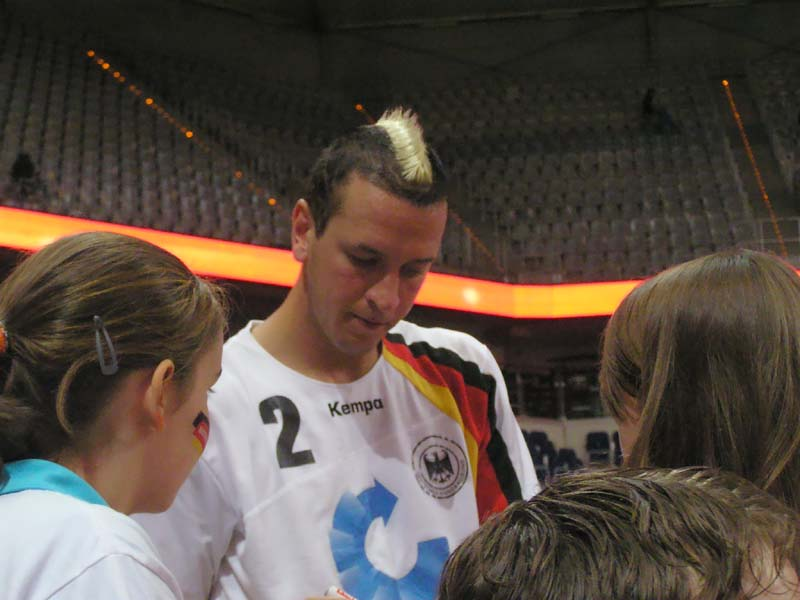
Pascal Hens, 2006

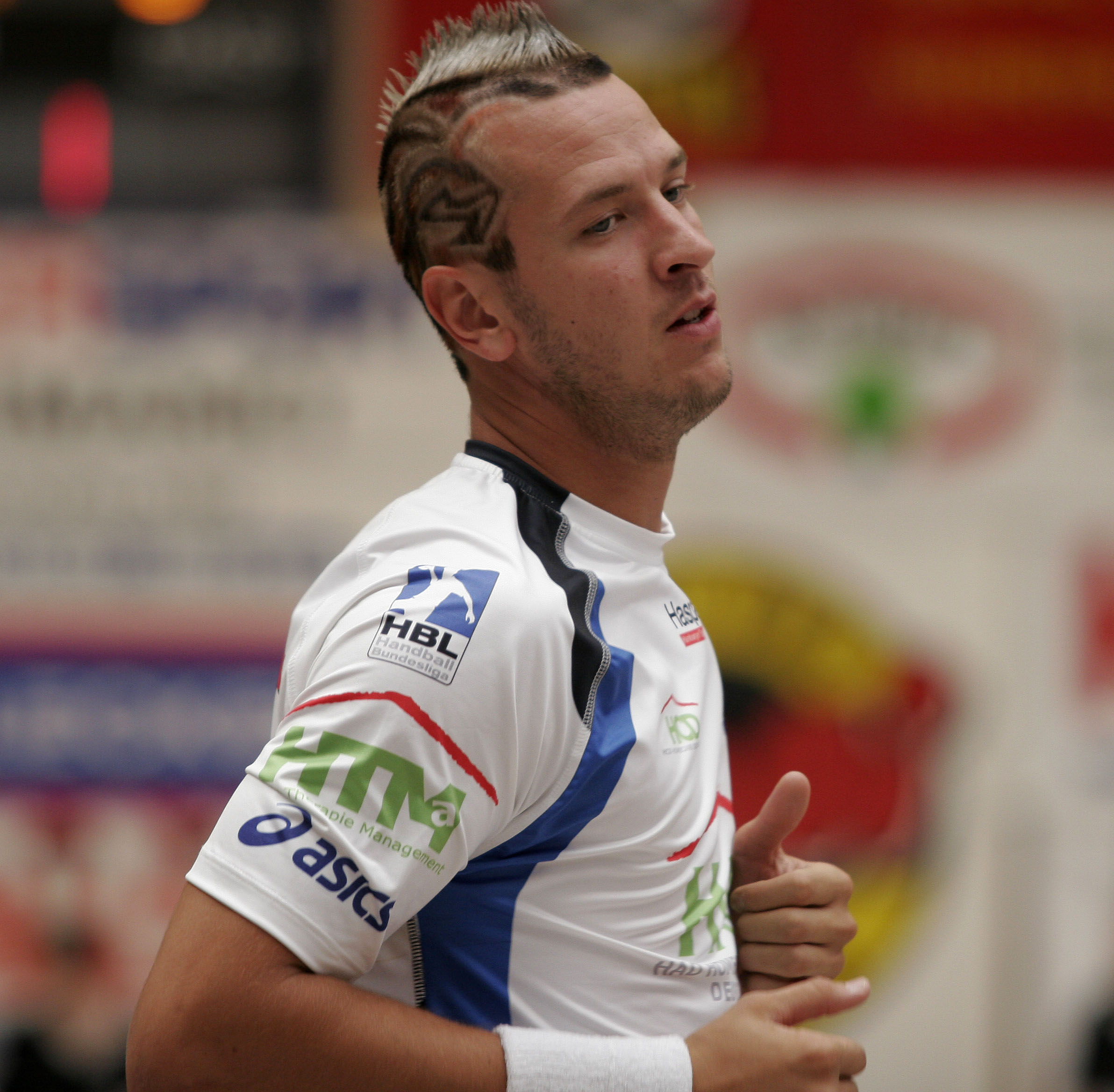
Pascal Hens, 2007

- Dänischer Pokalsieger 2015 (Endspiel im Februar 2016 ausgetragen)

Nationalmannschaft:
- 2009: 5. Platz Weltmeisterschaft in Kroatien
- 2008: 4. Platz Europameisterschaft in Norwegen
- 2007: Weltmeister in Deutschland
- 2006: 5. Platz Europameisterschaft in der Schweiz
- 2005: 9. Platz Weltmeisterschaft in Tunesien
- 2004: Silbermedaille Olympische Spiele in Athen, Griechenland
- 2004: Europameister in Slowenien
- 2003: Vize-Weltmeister in Portugal
- 2002: Vize-Europameister in Schweden
- 2001: Supercup-Sieger in Deutschland
- 2000: 3. Platz Militär-WM

WOK WM:
- 2024: Weltmeister im Einer WOK

## Saisonbilanzen
| Saison    | Verein                   | Spielklasse | Spiele | Tore | 7-Meter | Feldtore |
| --------- | ------------------------ | ----------- | ------ | ---- | ------- | -------- |
| 2000–02   | SG Wallau/Massenheim     | Bundesliga  | 68     | 245  | 12      | 233      |
| 2002/03   | SG Wallau/Massenheim     | Bundesliga  | 25     | 113  | -       | 113      |
| 2003/04   | HSV Hamburg              | Bundesliga  | 26     | 106  | -       | 106      |
| 2004/05   | HSV Hamburg              | Bundesliga  | 14     | 54   | -       | 54       |
| 2005/06   | HSV Hamburg              | Bundesliga  | 34     | 159  | 1       | 158      |
| 2006/07   | HSV Hamburg              | Bundesliga  | 31     | 142  | -       | 142      |
| 2007/08   | HSV Hamburg              | Bundesliga  | 33     | 158  | -       | 158      |
| 2008/09   | HSV Hamburg              | Bundesliga  | 21     | 81   | -       | 81       |
| 2009/10   | HSV Hamburg              | Bundesliga  | 30     | 93   | -       | 93       |
| 2010/11   | HSV Hamburg              | Bundesliga  | 31     | 84   | -       | 84       |
| 2011/12   | HSV Hamburg              | Bundesliga  | 33     | 103  | -       | 103      |
| 2012/13   | HSV Hamburg              | Bundesliga  | 28     | 88   | -       | 88       |
| 2013/14   | HSV Hamburg              | Bundesliga  | 28     | 69   | -       | 69       |
| 2014/15   | HSV Hamburg              | Bundesliga  | 35     | 86   | -       | 86       |
| 2016/17   | HBW Balingen-Weilstetten | Bundesliga  | 16     | 19   | -       | 19       |
| 2000–2017 | gesamt                   | Bundesliga  | 435    | 1600 | 13      | 1587     |